# Юрий Хмелницки
Юрий Богда̀нович Хмелнѝцки (на украински: Юрій Хмельницький) е украински политически и военен деец, хетман на Запорожката войска и Деснобрежна Украйна, вторият син и приемник на Богдан Хмелницки. Три пъти е провъзгласяван за хетман, но не успява да задържи властта. Няколко пъти се опитва да обедини украинските земи, но всеки път попада в зависимост от Руската империя, от Жечпосполита или от Османската империя.

## Младост
Юрий Хмелницки е роден през 1641 г. в село Суботив край град Чихирин в полско-литовската държава Жечпосполита. Родителите му са хетман Богдан Хмелницки и първата му съпруга Анна Сомко. Юрий постъпва на обучение в Киевската духовна академия, където е придружен от Иван Брюховецки, доверено лице на баща му. Един от учителите му е видният украински писател, философ и богослов Йоаникий Галятовски. Остава в академията не за дълго, тъй като Богдан Хмелницки го връща в Чихирин поради влошено здраве, където продължава обучението си. В един от документите от 1656 г. се споменава името на домашния му учител – монаха от Киевско-Печорската лавра Иларион Добродиашко. Юрий се научава да чете и пише не само на украински, но и на църковнославянски, полски, гръцки и латински.
Сведения за Юрий Хмелницки се появяват все по-често след 1653 г. когато, след смъртта на по-големия му брат Тимош, той остава единственият наследник на баща си по мъжка линия. Неслучайно Богдан Хмелницки го назначава, още 16-годишно момче, за хетман и му дава указания да се подготви за похода на украинската армия към Ташлик. Назначението до голяма степен е формално, защото всъщност акцията се ръководи от опитните пълковници Иван Богун и Григорий Лисницки.

## Първи стъпки като хетман
През 1657 г., когато е само на 16 години, Юрий повторно е провъзгласен за хетман след смъртта на Богдан Хмелницки през същата година. Приживе баща му се е погрижил за признаването на този държавно-династичен акт от съседните държави. Москва, Швеция, Жечпосполита, Семигород (Трансилвания), Влашко, Молдова, Крим и Турция го признават за правоприемник на Богдан Хмелницки. Нито тогава, нито по-късно обаче, той не притежава качествата, необходими за един хетман в онова време и при тогавашните обстоятелства. Освен това не притежава и необходимите материални средства. Зад него стои само едно – славата на баща му. Не успява да получи уважението на казаците, властта се оказва непосилна за младежа и през 1657 г. хетманството е поето от Иван Виховски. Самият Юрий заминава за Киев, за да завърши образованието си. Той обаче се чувства дълбоко обиден и до края на живота си не може да прости на Виховски за отстраняването му от власт. Все по-често се включва в политиката и в интриги срещу Виховски, като се доверява на идеите на съветници като Иван Брюховецки. Позициите на действащия хетман постепенно отслабват, а Юрий Хмелницки все по-често се споменава като кандидат за хетманската власт.

## Второ хетманство
През 1659 г. Виховски сключва Хадячкия (Гадячки) договор с поляците, според който казашките територии влизат в състава на Жечпосполита. Идеята за подчинение на Запорожката войска предизвиква силно раздразнение сред казаците. Зетят на Богдан Хмелницки, Яким Сомко, надявайки се сам да стане хетман, свиква казашки съвет край Германивка, който сваля Виховски от власт. Във връзка с това Юрий Хмелницки изпраща Брюховецки в Запорожието за да предложи неговата кандидатура за хетман. На събора край Била Церква Юрий единодушно е провъзгласен за хетман, подкрепен от промосковска група офицери. На следващия събор при град Ржишчив казаците отхвърлят Хадячкия договор, сключен от Виховски с Полша, и отново попадат под властта на Москва. Решено е хетманът да отправи петиция към руския цар с искане за разширяване правата на малоруския народ, укрепване на хетманска власт и да настоява за независимостта на малоруската църква.
Руският губернатор княз Алексей Трубецкой не приема тази петиция и свиква нов съвет в Переяслав, където хетманската титла на Юрий отново е препотвърдена. Москва гледа на Украйна само като на своя провинция и се стреми да премахне постепенно нейния суверенитет. През 1659 г. казаците решават да проведат преговори с Трубецкой в Переяслав. Когато обаче пристигат в града, са обкръжени от руските войски. Към руснаците се присъединяват и тези на самопровъзгласилия се „командващ хетман“ Иван Безпалий, привърженик на царското правителство. Неспособни да издържат натиска, Хмелницки и генералният старшина подписват Переяславския договор, който ограничава властта и суверенитета на хетмана. За разлика от договора от 1654 г., новият от 1659 г. ясно бележи промяна в принципите на руско-украинските политически отношения. Украинската държава от равноправен партньор на Москва в конфедерация става автономна единица. Хетманът вече няма право да провежда независима външна политика, Киевската митрополия е подчинена на Московската патриаршия и се предвижда смъртно наказание за украинци, отказали да се закълнат във вярност на царя. Ситуацията, в която попада новият хетман, е много трудна и поради предстоящата война с Полша, както и усилващия се раздор между казашките старшини и населението в Малорусия. Веднага след избирането си, Юрий Хмелницки окупира Чихирин, където се намират казашкият артилерийски склад и съкровищницата на Виховски.
В началото на своето хетманство младият хетман се стреми да служи вярно на Родината си и преди всичко да получи независимост за нея. Юрий Хмелницки и неговото непосредствено обкръжение се опитват да използват Переяславския договор като важен фактор в борбата за освобождението на онези украински земи, които все още остават под управлението на Жечпосполита. Решено е да се проведе нова кампания в Западна Украйна и през юли 1660 г. са сформирани две групи войски. Идеята е да освободят Лвов и дори, ако ситуацията е благоприятна, да достигнат до Краков. Руска армия от 40 000 до 60 000 войници, начело с Василий Шереметев тръгва от Киев на запад. Към тях се присъединяват 11 украински полка под командването на Тимофей Цецюра и обединените сили продължават похода си. Юрий Хмелницки събира основните сили на украинската армия при Ташлик (до 40 000) и потегля да настигне Шереметев във Волиния. Междувременно армията на Жечпосполита се обединява с войските на Кримското ханство и общият брой на войската им става над 100 000 души.
При битката край Слободишче, където казаците са нападнати от голяма полско-татарска армия, Хмелницки претърпява поражение и не успява да се съедини с армията на Шереметев, която също е разбита при Чуднив. Вместо да получи истинско бойно кръщение, мощният удар на настъпващите войски изважда Юрий от равновесие. В разгара на трудната битка, когато враговете вече превземат позиции, деморализираният Юрий Хмелницки започва да се моли, вместо да организира отбраната и дори обещава да се подстриже за монах, ако успее да се измъкне жив.

### Слободишченски договор
След като войската му е победена, Хмелницки изпраща своя сподвижник Петро Дорошенко за преговори в лагера на Жечпосполита и той бързо се съгласява на примирие. Без възможност за избор, на 17 и 18 октомври 1660 г. Хмелницки подписва с Жечпосполита Слободишченския договор (Чуднивски договор), според който се задължава да действа като съюзник на поляците и да се сражава срещу Руската държава. По-късно казаците се заклеват във вярност на крал Ян II Кажимеж. Документът значително ограничава суверенитета на украинските земи и не донася на Украйна нито мир, нито достойно положение в Европа. Едно от най-важните последствия от условията за капитулация е отказът на руското царско правителство от претенции за Украйна.
Казаците от левия бряг не признават договора, смятат Хмелницки за предател и това го принуждава да избяга на десния бряг на Днепър. Там Юрий Хмелницки всъщност става първият хетман на Деснобрежна Украйна, която, като резултат от подписаното споразумение, попада под властта на Жечпосполита. Положението на жителите става още по-лошо, когато настанените там полски войски започват да ги тормозят, а изгонените преди това полски благородници отново се връщат и претендират за предишните си владения. Появява се силна протестна вълна, която по-късно прераства във въоръжени размирици. Сред промосковските полкове също избухват бунтове. И без това незначителният личен авторитет на хетмана бързо се топи и той започва да търси начини да подаде оставка и да постъпи в манастир. Пред заплахата Иван Виховски отново да стане хетман, на 9 ноември 1661 г, казаците отново преизбират Хмелницки. Той се опитва да възстанови властта си и в Левобрежна Украйна, а в отношенията с Жечпосполита прави опити да защити както правата на казашка Украйна, така и религиозните интереси на украинския народ.

### Последствия
Като реакция срещу Юрий и подписания от него договор, Яким Сомко вдига левобрежните казашки полкове, а център на опозицията става град Переяслав. Сомко е по-възрастен, по-опитен и по-мъдър от Хмелницки и с подкрепата на левобрежните офицери и руското правителство скоро придобива голям авторитет в Левобережна Украйна.
Борбата между него и Юрий продължава с различен успех през цялата 1661 година. През лятото на 1662 г. Хмелницки обсажда Сомко в град Переяслав, към когото на помощ се придвижват руски полкове от Слободска Украйна под командването на Григорий Ромодановски. Юрий прави последен значителен опит да потисне опозицията, но неговата армия, подсилена от полски и татарски войски, е разбита. Убити са около 20 000 войници на Хмелницки. Юрий започва отстъпление и на 16 юни при Канив претърпява ново тежко поражение. Сомко прекосява Днепър с казаци и малък отряд руснаци, окупира Черкаси и започва да опустошава десния бряг. Близо до село Бужин влиза в битка с кримските татари, призвани на помощ от Юрий Хмелницки, и претърпява тежка загуба. Отстъпвайки, Сомко преминава Днепър, свързва се с Ромодановски и се оттегля в Лубни. Татарите ги преследват и на свой реди силно опустошават левия бряг.
Хмелницки се обръща за помощ както към Жечпосполита, така и към руското правителство, но никой от тях не взима никакво отношение, а Кримското ханство иска голяма сума пари за да го подкрепи. Юрий Хмелницки и неговото правителство не успяват да променят политиката, което постепенно води до укрепване на казашкото ръководство и засилване на социалните противоречия в Украйна.

## Монашество
Непрекъснатата борба изтощава Юрий Хмелницки психически и физически, а постоянните провали настройват общественото мнение против него. В края на 1662 г. той свиква събор в Корсун, отказва се от хетманската титла и съобщава намерението си да стане монах. На негово място за хетман е избран Павло Тетеря, който при гласуването побеждава главния си съперник Григорий Гуляницки благодарение на подкрепата на кримския хан. На следващата година Юрий е подстриган за монах в Ирдинския манастир в Корсун и получава името Гедеон. Там той скоро достига до титлата архимандрит.
С новия си сан Юрий се радва на голяма почит, но монашеството не му донася мир. Като монах не прекъсва връзките си с външния свят и се намесва в политически борби. Обвинен от Тетеря в държавна измяна и интимна връзка с един от казашките старшини, Юрий е арестуван през 1664 г., отведен в Лвов и оттам – в крепостта Малборк в Прусия. Освободен е едва през 1667 г., след смъртта на Тетеря и подписването на Андрусовското примирие, след което е изпратен в Уманския манастир. В края на годината пристига в родния си Чихирин, където вече хетман на Деснобрежна Украйна е Петро Дорошенко.
През това време в Малорусия са се случили много промени. В Левобрежна Украйна Сомко е сменен от Брюховецки. В Деснобрежна след Тетеря е избран Петро Дорошенко, който се признава за васал на Османската империя. В част от страната някои от верните на Полша казаци избират вместо него уманския полковник Михайло Ханенко. Дорошенко се стреми да обедини Украйна и да възстанови равноправния съюз с Русия, в духа на договора от 1654 г. На теория Юрий Хмелницки подкрепя действията му и през 1668 г. дори обещава да предаде съкровищата на баща си в подкрепа на тази кауза. На практика обаче се отказва от монашеството и отново се потапя в политическите борби. Прехвърля се към опозицията при Ханенко с надеждата отново да стане хетман на цяла Деснобрежна Украйна.
Между Ханенко и Дорошенко започва борба, която става една от причините за войната между Полша и Османската империя. Ханенко действа в съюз с Кримското ханство, но е победен от казаците на Иван Сирко и Белгородската орда. През 1669 г. Юрий Хмелницки е заловен и отведен в Белгород, а Дорошенко полага всички усилия да неутрализира политическия си противник, като го представя пред турския султан Мехмед IV като опасен авантюрист. Като резултат Юрий е заведен в Константинопол и затворен в крепостта Едикуле.

## Полско-турска война
Междувременно Османската империя се готви за война срещу Полша, която планира да се проведе на украинска територия. Турският султан все по-често обмисля да използва Юрий Хмелницки в своя полза. Затова през 1670 г. затворникът е освободен и закаран в Белгород. В писмата си до Сирко и Запорожката Сеч Хмелницки ги призовава да се бият срещу Дорошенко. Но тези политически интриги се провалят, Юрий е върнат обратно в Турция и отново затворен в Едикуле.
През 1672 г., по време на разразилата се вече война, турските войски превземат Каменец Подолски, което води до споразумението между полския крал Михаил Корибут и Османската империя, сключено край Бучач. Според него Полша преотстъпва на Турция цялата Деснобрежна Украйна. По това време Юрий вече е в страната и заедно с много от казашките старейшини я напуска. По пътя са хванати от татарите и закарани в град Уман. Когато гражданите на Уман отказват да платят откуп за тях, те са изпратени в Крим, а оттам Юрий Хмелницки отново е закаран в Константинопол. Там прекарва в плен известно време, но след това му разрешават да стане архимандрит в един от гръцките манастири, където остава 4 години.

## Трето хетманство
През 1676 г. Дорошенко се отказва от хетманството и се предава на руската власт, но Турция не се отказва от претенциите си към Деснобрежна Украйна и войските ѝ тръгват на поход към Чихирин. Турското правителство решава на мястото на Дорошенко да назначи за хетман Юрий Хмелницки, който отново отхвърля монашеството и придружава турската армия. Очаква се той да носи титлата не само на хетман, но и княз на Сарматия, и да управлява Деснобрежна Украйна като турски васал. Юрий започва да подписва документите си като „Юрий Гедеон Венжик Хмелницки, княз на Украйна“. Наричан е още „княз на Молдова и хетман на Запорожката войска“.
Ва 29 юни 1677 г., Юрий Хмелницки с малък отряд привърженици и многохилядната турска армия на Ибрахим паша навлиза на украинска земя. В началото на август турската армия лагерува под стените на Чихирин, но след многодневна обсада и щурм на града турците се оттеглят. Не е известно дали казаците на Хмелницки са участвали в обсадата. Известно е обаче, че по това време новият хетман се обръща към полските власти със заповед да изтеглят гарнизоните си от градовете на Деснобрежна Украйна, които са му предоставени от султана.
На следващата година Чихирин е превзет и разрушен. Руските войски се оттеглят на изток от Днепър, а Юрий остава като хетман в Деснобрежна Украйна. Негов съветник по това време е родственикът му Павел Яненко-Хмелницки, който някога е бил киевски полковник при Богдан Хмелницки, но след това губи позицията си заради лоялност към Виховски.
Юрий Хмелницки обявява за столица град Немиров, откъдето управлява под надзора на турския паша. С подкрепата на турци и татари Хмелницки се опитва да обедини Деснобрежна и Левобрежна Украйна. По време на хетманството си използва методи, които ужасяват дори най-близките му приятели. С помощта на няколкостотин татарски наемници, както и някои от украинските казаци събира данъци от малкото парче земя, върху което се простира властта му, провежда процеси и кланета. Отдавна отношението на турците към него е станало отрицателно и скоро е принуден да изпълнява заповедите не само на султана или на главния везир, но и на каменецкия паша. Пълен с амбициозни намерения, но без реална власт, хетманът се сблъсква с нарастващата омраза на населението и близките му, което постепенно го довежда до тежка депресия. Все повече започва да търси забрава във виното и екстравагантния живот, става болезнено подозрителен и все по-жесток, започва да преследва дори най-близките си сътрудници и заповядва екзекуции на висши офицери и дори на трима полковници. Намира „оригинален“ начин за печелене на пари – построява в Немиров яма-затвор, в която се хвърлят богати търговци, арендатори и други. Ако жертвите не плащат предписаната сума, те са жестоко измъчвани. С течение на времето почти всички приближени, както и онези, които преди са застанали на негова страна, се отдръпват от хетмана. Постоянните реквизиции, наказания и екзекуции настройват цялото население срещу него.

## Кончина
Не е ясно как точно е починал Юрий Хмелницки. Съществуват няколко версии, едните от които сочат за година на смъртта му 1681, а други – 1685.
През 1681 г. е подписан Бахчисарайският мирен договор, според който Москва, Константинопол и Крим спират военните действия. Поради променената политическа ситуация и многобройните оплаквания срещу Хмелницки, в началото на юни той е извикан в Турция. Възможно е да е починал или да е бил екзекутиран на път за Константинопол. Според някои сведения е бил удушен на Турския мост в Каменец Подолски, а според други е екзекутиран след пристигането му в Константинопол.
По трети сведения Хмелницки пристига в Турция и прекарва известно време в столицата. За нов хетман на Деснобрежна Украйна е назначен молдовският владетел Константин Дука, но в края на 1683 г. е заловен от поляците, а на негово място турците назначават отново Юрий Хмелницки. Но казаците и населението имат силно негативно отношение към него, той не получава никаква подкрепа и това е краят на неговото хетманство. В края на 1685 г. Юрий Хмелницки е екзекутиран чрез удушване в Каменец Подолски от еничари, а причината за този акт е неизвестна. Според някои източници трупът му е хвърлен в реката.